# 红庙镇 (汉中市)
红庙镇，是中华人民共和国陕西省汉中市南郑区下辖的一个乡镇级行政单位。
2011年，汉中市人民政府向陕西省人民政府申请，将南郑县的喜神坝乡，整建制归入红庙镇。并入前，红庙镇辖21个村，面积69.88平方公里，总人口18256人，政府驻地——红庙塘。并入后，共辖30个村，面积154.32平方公里，总人口25670人。政府驻地不变。

## 行政区划
红庙镇下辖以下地区：
红庙镇社区、徐家岭村、碾子坝村、五根树村、红庙村、罗帐岭村、浸林沟村、红寺坝村、干坝子村、东沟村、元坝村、全心村、中心村、柳林村、群福村、白家坝村、双丰村、五龙庵村、沙梁子村、马家庵村、红峰村、新建村、民生村和关键村。